# Kundry

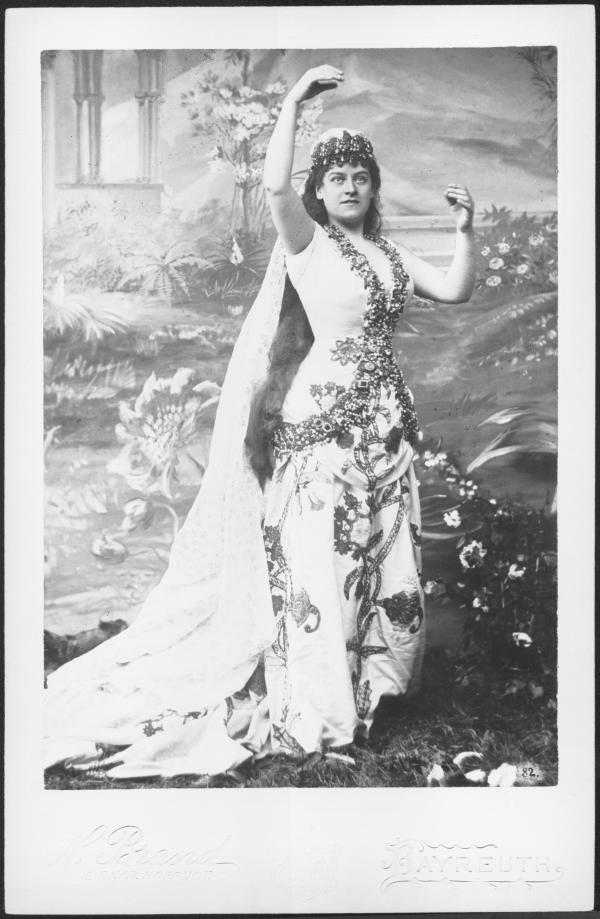
Therese Malten som Kundry.

Kundry är den kvinnliga huvudrollen i Richard Wagners opera Parsifal. 
Rollen Kundry (sopran) är mycket komplex och anses vara en av operalitteraturens mest mångfacetterade och krävande roller. Med svårbemästrad, skiftande tessitura som ömsom snarare passar en mezzosopran och ömsom endast lämpar sig för en hög sopran ratas den än idag av många etablerade sångerskor.